# Trofanówka
Trofanówka (ukr. Трофанівка) – wieś na Ukrainie w rejonie  kołomyjskim obwodu iwanofrankiwskiego.